# Julián David Parra
Julián David Parra (Pereira, Risaralda, Colombia; 6 de enero de 1985) es un exfutbolista colombiano. Jugaba de mediocampista y su último equipo fue el Unión Magdalena de Colombia.

## Clubes
| Club              | País     | Año         |
| ----------------- | -------- | ----------- |
| Deportivo Pereira | Colombia | 2004 - 2008 |
| Tigres            | Colombia | 2009        |
| Patriotas         | Colombia | 2010        |
| Deportivo Pereira | Colombia | 2010        |
| Pacífico F. C.    | Colombia | 2011        |
| Sucre F. C.       | Colombia | 2012        |
| Uniautónoma       | Colombia | 2012        |
| Unión Magdalena   | Colombia | 2013 - 2014 |